# Washington Island (Michigansee)
Washington Island liegt etwa zehn Kilometer nordöstlich der Nordspitze der Door-Halbinsel zwischen der Green Bay und dem eigentlichen Michigansee.
Sie gehört zum Door County im US-Bundesstaat Wisconsin. 
Auf der Insel leben das ganze Jahr über etwa 660 Menschen.
Die Fläche beträgt 60,89 km² und umfasst über 92 Prozent der Landfläche der Stadt Washington sowie deren gesamte Bevölkerung. 
Die unincorporated community Detroit Harbor befindet sich ebenfalls auf der Insel. 
Washington Island ist die größte Insel einer Inselkette, welche die Green Bay vom Hauptsee des Michigansees trennt.
Ein wichtiger Wirtschaftsfaktor der Insel stellt der Tourismus dar.
Die Insel wird von der Door-Halbinsel durch die schmale Passage Porte des Morts getrennt. 
Nordöstlich der Insel liegt Rock Island mit dem Rock Island State Park.

## Geschichte
Washington Island ist die größte Insel einer ganzen Inselkette, welche einen Teil der Niagara-Schichtstufe bilden und von der Door-Halbinsel in Wisconsin bis zur Garden-Halbinsel in Ober-Michigan reicht.  

Die meisten Leute, welche sich auf der Insel niederließen, waren skandinavische Immigranten, insbesondere Isländer.
Heute zählt Washington Island zu den ältesten isländischen Gemeinden in den Vereinigten Staaten und größten außerhalb von Island.

## Verkehr
Zwei Fährverbindungen führen zur Washington Island.  
Einmal täglich fährt eine Fracht-, Auto- und Passagierfähre von Northport Pier am Nordende des Wisconsin Highway 42 auf der Door-Halbinsel nach Detroit Harbor.
Die Fahrzeit beträgt 30 Minuten. 
Eine weitere Passagierfähre verbindet Gills Rock mit Washington Island und benötigt dafür 20 Minuten. 
Der Washington Island Airport, ein kleiner öffentlicher Flugplatz mit zwei Graspisten, befindet sich auf der Insel.  

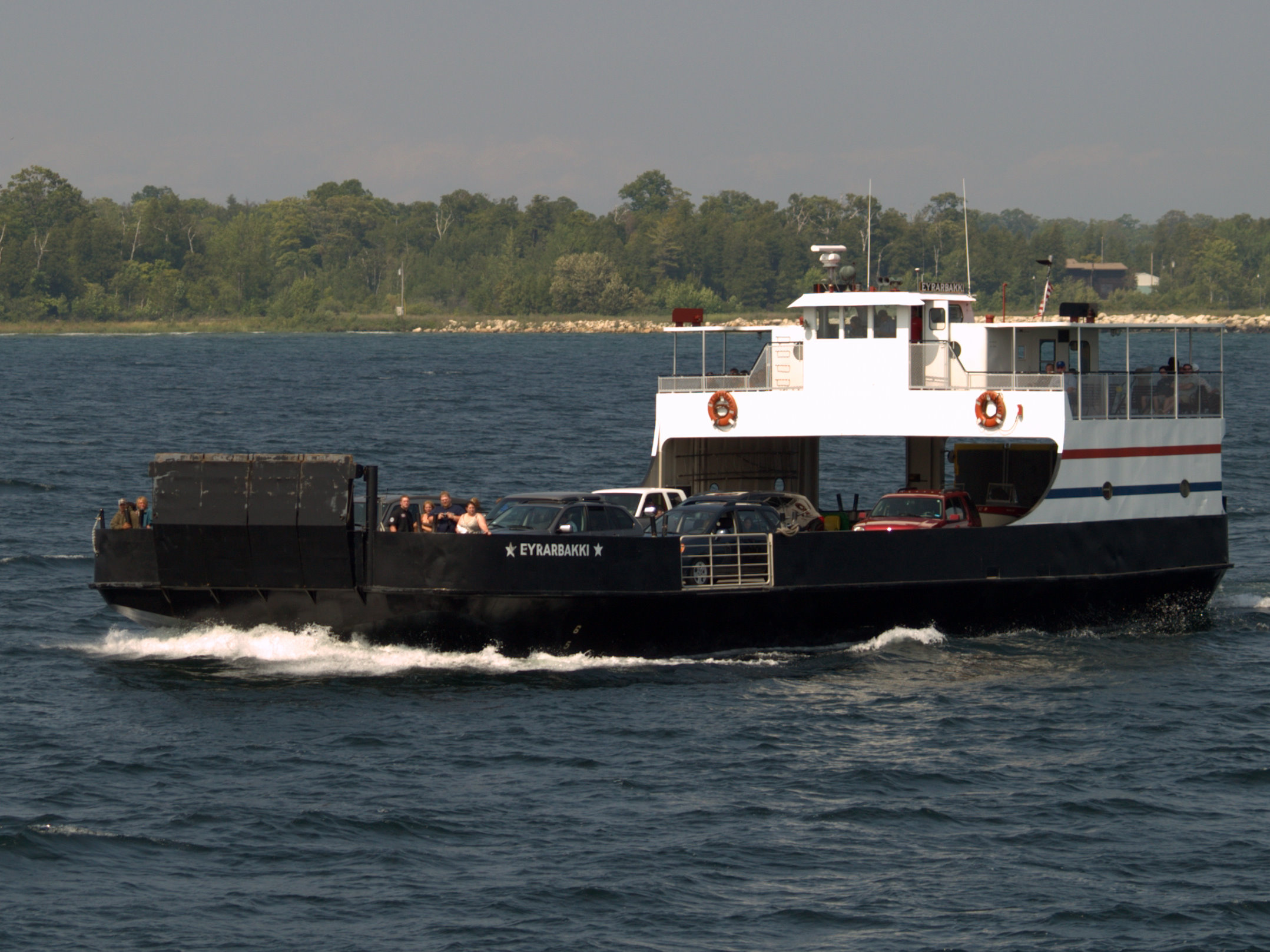
Eyrarbakki-Autofähre
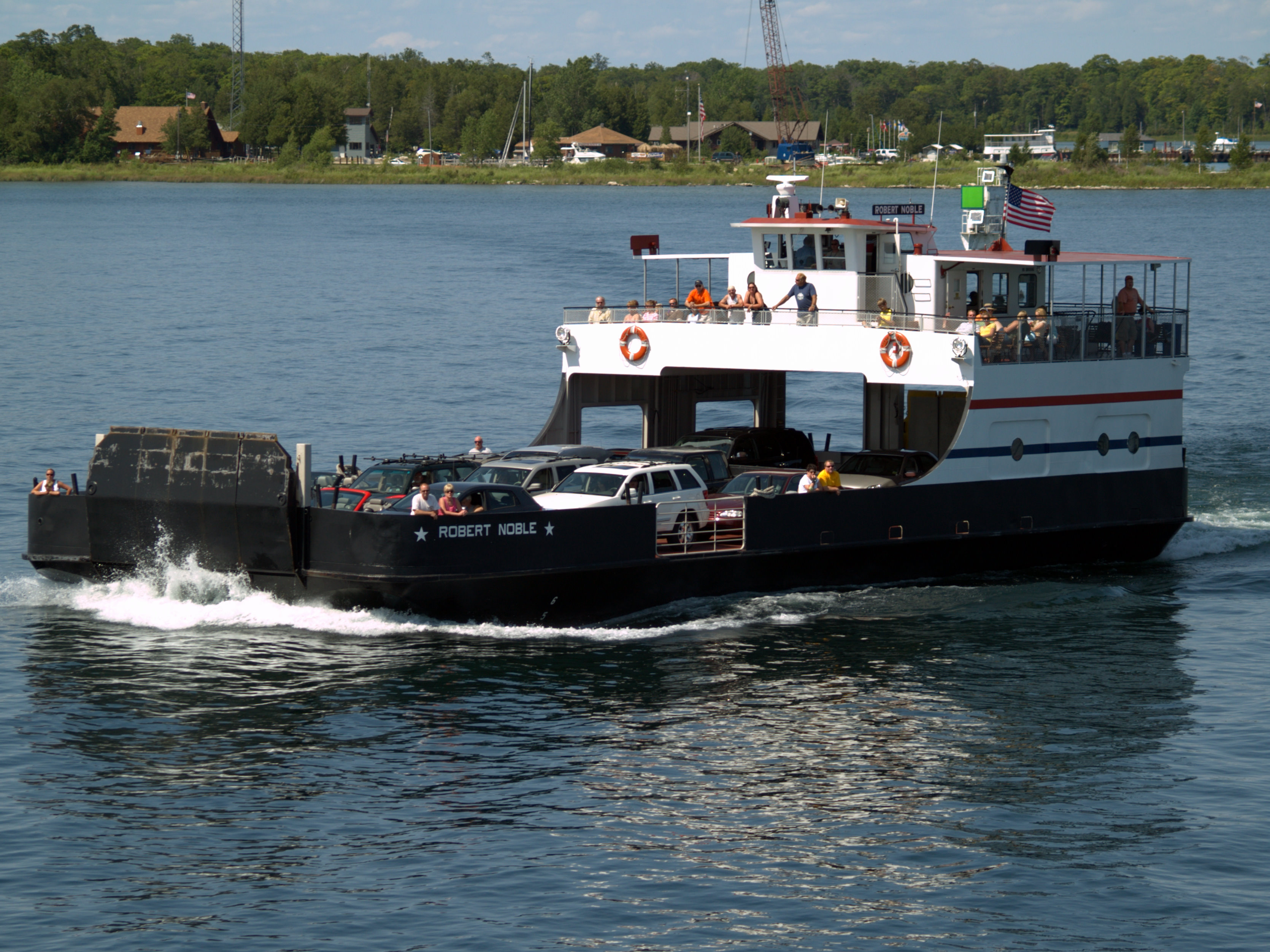
Robert Noble-Autofähre
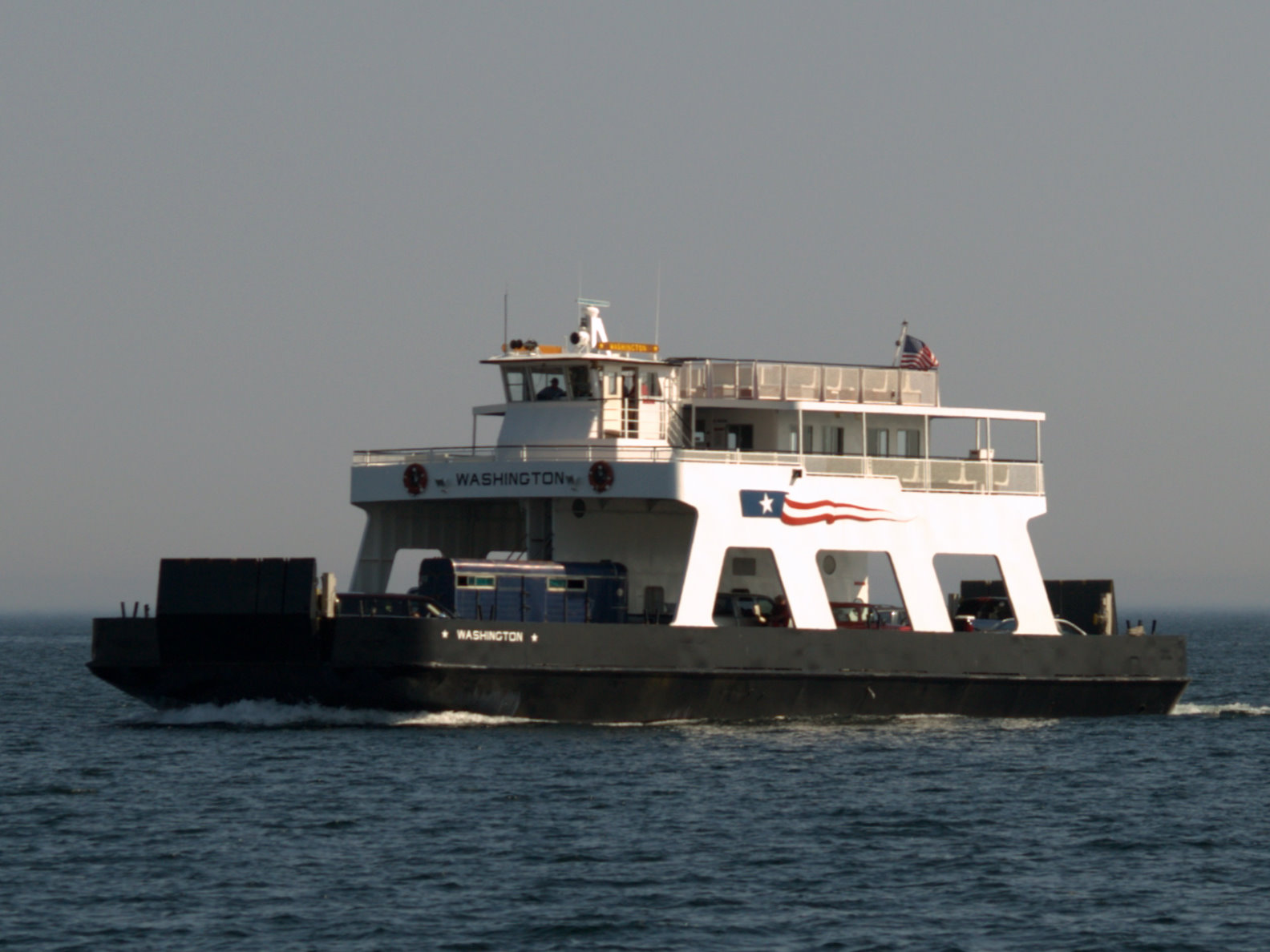
Washington-Autofähre
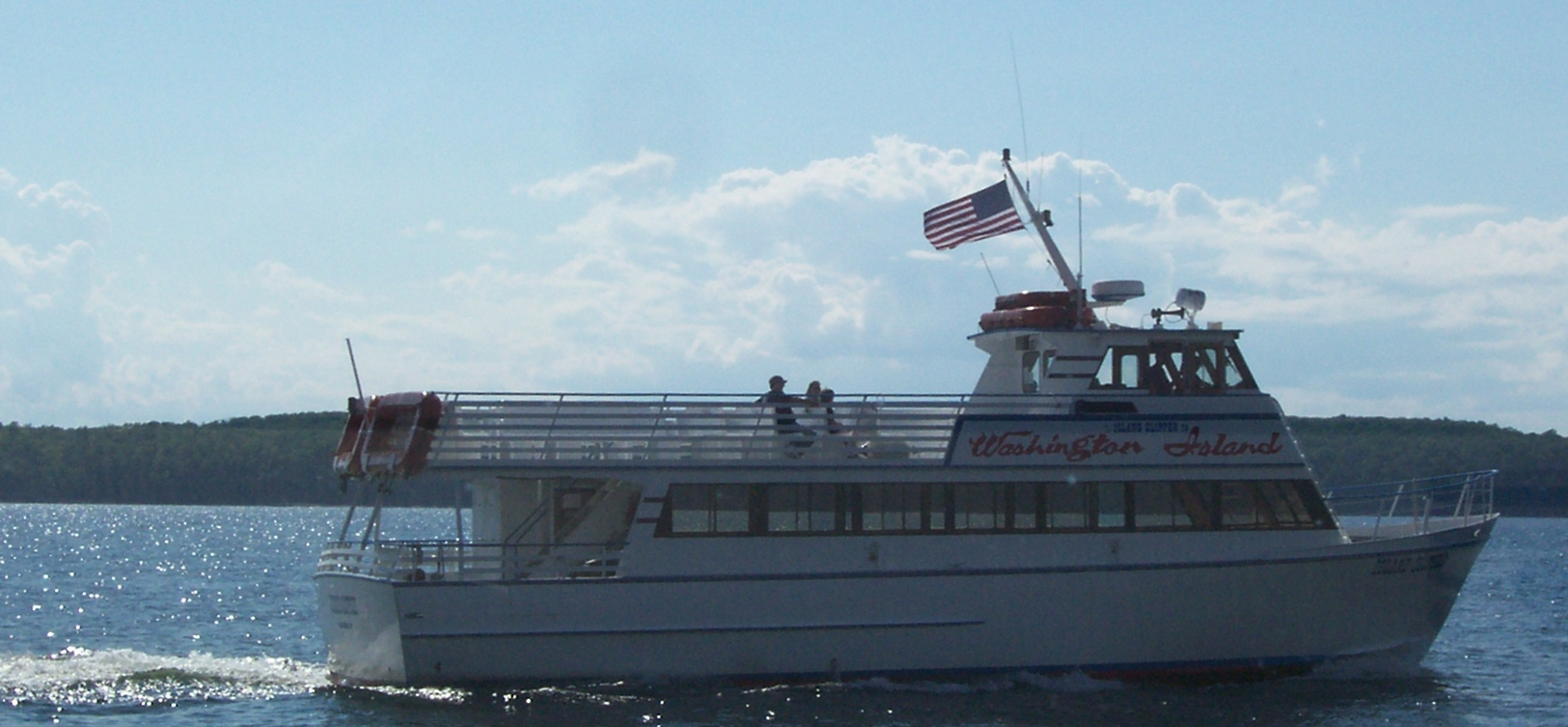
Island Clipper-Passagierfähre

## Weblinks

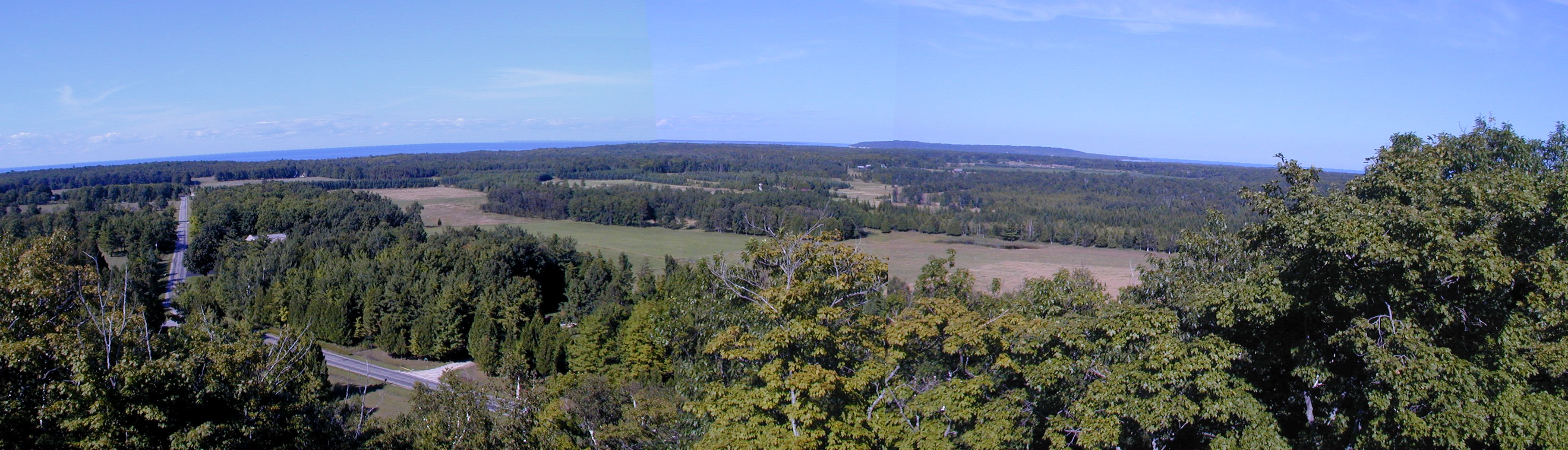
Blick vom Aussichtsturm der Insel